# الدوري الإكوادوري لكرة القدم 2000
الدوري الإكوادوري لكرة القدم 2000 (بالإسبانية: Campeonato Ecuatoriano de Fútbol 2000) هو الموسم 42 من الدوري الإكوادوري لكرة القدم. أشرف على تنظيمه اتحاد الإكوادور لكرة القدم، وكان عدد الأندية المشاركة فيه 10، وفاز فيه نادي أولميدو.